# 국제전화 00747
국제전화 00747은 LG헬로비전에서 제공하는 국제전화 서비스이다.
CJ헬로비전은 2010년 말 세종텔레콤으로부터 국제전화 기간통신사업을 인수하면서 국제전화 00747서비스를 시작하였다. 2011년에는 CJ헬로비전의 인터넷전화서비스 헬로폰과 결합하여 26개 주요국과의 통화를 1분당 50원에 제공하는 요금제를 출시하였다. 2012년에는 CJ헬로비전이 신규 런칭한 MVNO 형식의 이동통신서비스 헬로모바일과 결합하여 글로벌요금제를 제공하기 시작하였다.

## 같이 보기
- CJ헬로비전
- 헬로tv
- 헬로넷
- 헬로폰
- 헬로모바일
- 티빙